# Гай Валерій Флакк (поет)
Вале́рій Флакк (лат. Gaius Valerius Flaccus) — римський поет, наслідувач Вергілія; жив у I столітті; народився, як видно з однієї епіграми Марціала (I, 62, 77), в Падуї, присвятив свою епічну поему Веспасіану і помер, як свідчить Додвель з деяких натяків Квінтиліана, в 88 р. н. е..

## Доробок
Єдиний вцілілий твір Валерія — його незакінчена епічна поема у 8 книгах про похід Аргонавтів: «лат. Argonauticon libri», написана за планом Аполлонія Родоського, поета Олександрійської епохи; латинський автор місцями дослівно передає оригінал, місцями доповнює його, вводячи нові персонажі, розвиваючи окремі положення.
Так, наприклад, випускаючи з уваги географічні подробиці поеми Аполлонія Родоського, Валерій Флакк розвиває в романтичному дусі епізод перебування Ясона в Колхіді. У першій книжці прощання Ясона і вбивство його батьків служать поетові приводом для риторичних прийомів викладу. Особливо докладно розказано перебування аргонавтів в Лемносі і взагалі пригоди героїв до прибуття їх у володіння Еета. Восьма книжка обривається проханням Медеї про те, щоб Ясон взяв її з собою, повертаючись додому. Завершив поему Валерія Пій Болонський, автор епохи Відродження.
Поема Валерія Флакка була невідома в Середньовіччя. Уперше в 1416 р., під час Констанцського собору, Поджо Браччоліні відкрив у Монастирі Святого Галла рукопис перших трьох і початку четвертої книги. «Editio princeps» зроблено було (дуже недбало) в 1472 р. в Болоньї Уго Ругеріусом і Д. Бертахусом. Потім з'явилося багато хороших видань в Італії та Голландії; з них найкраще Петрус Бурмануса в Лейдені (4 вид., 1724).